# جون فريدريك كينسيت
جون فريدريك كينسيت (بالإنجليزية: John Frederick Kensett)‏ (22 مارس 1816-14 ديسمبر 1872) هو رسام للمناظر الطبيعية ونقاش أمريكي ولد في تشيشاير، كونيتيكت. عضو في الجيل الثاني من مدرسة نهر هدسون للفنانين، أعمال كينسيت المميزة هي لوحات المناظر الطبيعية لنيو إنجلاند وولاية نيويورك، التي تحتفل أسطحها الصافية والهادئة بالصفات المتعالية للطبيعة، وترتبط باللمعان. تدين أعمال كينسيت المبكرة كثيرًا بتأثير توماس كول، لكنها تميزت منذ البداية بتفضيل الألوان الأكثر برودة والاهتمام بتضاريس أقل دراماتيكية، مع تفضيل ضبط النفس في كل من لوحة الألوان والتكوين. كينسيت هو مؤسس متحف متروبوليتان للفنون.